# Gualaceo
Gualaceo, también conocida como Santiago de Gualaceo, es una ciudad ecuatoriana, cabecera cantonal del cantón homónimo, así como la segunda urbe más grande y poblada de la provincia de Azuay. Se localiza al sur de la Región interandina del Ecuador, en la hoya del río Paute, atravesada por los ríos Santa Bárbara, San Francisco, Guaymincay y San José, a una altitud de 2235 m s. n. m. y con un clima andino templado de 17 °C en promedio.
Es llamada «Jardín del Azuay», por la exuberante flora de la zona.  En el censo de 2022 tenía una población de 43 188 habitantes, lo que la convierte en la septuagésima octava ciudad más poblada del país. Forma parte del área metropolitana de Cuenca, pues su actividad económica, social y comercial está fuertemente ligada a Cuenca, siendo "ciudad dormitorio" para miles de personas que se trasladan a Cuenca por vía terrestre. El conglomerado alberga a 762 581 habitantes, y ocupa la tercera posición entre las conurbaciones de Ecuador. 
Sus orígenes datan del siglo XVI, presentando un lento crecimiento demográfico, hasta establecer un poblado urbano; que sería, posteriormente, uno de los principales núcleos urbanos del noreste de Azuay. Es uno de los más importantes centros administrativos, económicos, financieros y comerciales del noreste de la provincia. Las actividades principales económicas de la ciudad son: la producción de calzado y la agricultura.

## Fundación de Gualaceo
Debido a la falta de documentación no se puede declarar con seguridad la fecha de fundación de Gualaceo, sin embargo, según Max Arizaga (1983), Gualaceo fue fundado en abril de 1534 por Sebastián de Benalcázar. Españoles en la búsqueda  de un espacio minero para la fundación, fueron conducidos por el cacique cañari Llivicura llegando a las márgenes del rio que lo bautizaron Santa Barbara, cuya denominación original era GUALAXIO. 
El historiador Vargas manifiesta que, el 27 de noviembre de 1550 ya se reporta un grupo de los primeros mineros, que, para este año, ya residían en Gualaceo, siendo Alcalde de minas Hernando de Paredes y su secretario Pedro Ortiz de Mendivil.

## Historia

### Época prehispánica
Lo que hoy es Gualaceo fue un centro señorial que formaba parte de la diarquía cañari Hatun Cañar - Shabalula.

### Época virreinal
El cacique cañari Llivicura guio a los españoles Sebastián de Benalcázar, Francisco Hernández Girón, Hernando de la Parra y Falconí de la Cerda a través de las laderas de Cristo Rey y Dotaxí hasta Gualaceo, en la entonces Gobernación de Nueva Castilla. En abril de 1534, a orillas del río que bautizaron como Santa Bárbola, antigua denominación del río Santa Bárbara, establecieron un campamento minero.
Desde el año 1547 el bachiller Gómez de Tapia sirvió como capellán de los mineros de este asentamiento, sustituyendo al cura doctrinero Alonso Pablos. En ese mismo año, Antonio de la Gama fue designado Gobernador y Juez de indígenas.
En el año 1557, Don Gil Ramírez Dávalos llega al pueblo minero de Santa Ana de los Ríos a orillas del Santa Bárbara (hoy Gualaceo) con la orden, del virrey Andrés Hurtado de Mendoza, de fundar una nueva ciudad. El capitán Rodrigo Núñez de Bonilla, Gil Ramírez Dávalos, el párroco Gómez de Tapia, fray Tomás Calvo y 19 vecinos salen desde Santa Ana de los Ríos hacia el valle de Paucarbamba, guiados por un cacique, para fundar la ciudad. Y desde el oficio de la misa del 12 de abril de 1557, Gómez de Tapia sirvió también, a la nueva ciudad española.
Después de la fundación de Cuenca, el asiento minero a orillas del Santa Bárbara pierde la denominación de "Santa Ana de los Ríos" y en su lugar, surge una denominación cañari, tal como lo recoge Arízaga:

Las esperanzas de su fundación habían muerto. Solo se escucharon los adjetivos que daban a su río: "Asiento de Santa Bárbara", " Camino de Santa Bárbara". Hasta que resucitando de las sombras del pasado, surgió de los labios de los Cacique y Sacerdotes cañaris la voz constante: "De Gualacco o Gualaca", que poco a poco se fue castellanizando hasta quedar como Gualaceo, desde la época de la Independencia de la Patria.
Max Arízaga y Arízaga

En septiembre de 1559, Rodrigo Núñez de Bonilla acudió a la Real Audiencia de Lima para defender sus derechos, como encomendero del valle de Paucarbamba, de la incursión de Gil Ramírez Dávalos, al fundar pueblos en sus tierras. La Real Audiencia falló a su favor y Ramírez Dávalos fue depuesto de su cargo como gobernador de Quito, sucediéndole Melchor Vázquez Dávila.
El 22 de agosto de 1565, el rey Felipe II mediante cédula real ordena al presidente y oidores de la Audiencia de Quito, enviar quinientos a seiscientos indígenas a las minas del «Santa Bárbola» a sacar oro para cubrir los gastos de la guerra y defensa de los Reinos y Estados de Flandes. 
En julio de 1757, el asiento minero de Gualaceo es elevado a parroquia eclesiástica de Cuenca y es designado su primer vicario, fray Vicente Balderrama.

### Independencia y Gran Colombia
El 3 de noviembre de 1820 Gualaceo, entonces parroquia eclesiástica de la actual capital azuaya, se libera del yugo español, y forma parte de la República de Cuenca con la Constitución emitida el 15 de noviembre de ese mismo año.
La organización territorial en la entonces Provincia Libre de Cuenca de 1820, que abarcaba las actuales provincias de Azuay y Cañar, estaba conformada por 18 parroquias, cada una administrada por un Teniente Juez de Partido. En la entonces parroquia de Gualaceo quien ocupaba este cargo era Manuel Dávila Chica. Además, existían Cabildos Rurales compuestos por: un gobernador de indígenas, 5 regidores y 2 alcaldes de vara.
José María Vázquez de Noboa, prócer de la independencia, convocó a elecciones para designar un diputado por cada pueblo de la provincia ante el Gran Consejo de la Sanción en la capital. Las elecciones se realizaron el día 12 de noviembre de 1820 y tres días después se reunieron los 34 diputados en representación de los pueblos, milicia, comercio, abogados, gremios, actores y el clero. Manuel Dávila Chica fue electo diputado por el pueblo de Gualaceo.
En 1821, luego de la derrota en Verdeloma, Cuenca fue liberada por el Mariscal Sucre y encargó la administración a Tomás de Heres, constituyéndose por primera vez los cantones. Cuatro años después el Congreso de la Gran Colombia elevó al pueblo de Gualaceo a condición de villa de la República.

### SigloXIX

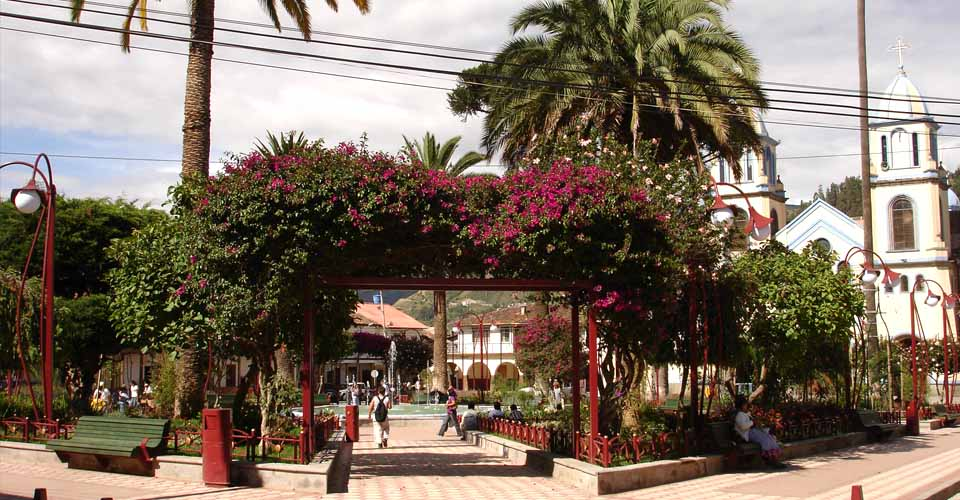
Parque Central "10 de Agosto" en 2010.

El 9 de marzo de 1889, Manuel Moreno Vázquez legó varios bienes, para la creación de una Hospital de Caridad: un predio con sus edificaciones ubicado en el sector de Chacapamba de la cabera cantonal, una hacienda en Bullcay y una casa con sus terrenos conexos frente a la, entonces llamada, calle Riofrío (hoy denominada 9 de octubre) en el centro histórico de Gualaceo. El 7 de febrero de 1936, el encargado de la presidencia, Federico Páez Chiriboga, mediante decreto ejecutivo n.º 1 ordenó la nacionalización del hospital y sea administrado por la Junta Central de Asistencia Pública del Azuay.
Sin embargo, un informe de 2009 del Ministerio Coordinador de Patrimonio Natural y Cultural contradice el antecedente del decreto de 1936 y afirma que el sacerdote redentorista Juan Bautista Stiehle diseñó y construyó el Hospital de Caridad, en los predios donados por Manuel Moreno Vázquez a finales de 1880, con características vernáculas y usando materiales como adobe y madera.

### SigloXX
En 1922, la Corporación municipal, presidida por Luis Ríos, contrató al empresario cuencano Roberto Crespo Ordóñez, gerente de la Compañía Constructora del Azuay, para la construcción de la primera planta hidroeléctrica de la ciudad con los legados a favor del ayuntamiento. En agosto de aquel mismo año, se produjo un levantamiento de indígenas de San Juan quienes incendiaron el archivo del municipio y se perdió parte de la historia de la ciudad.

### Clima
En Gualaceo, los veranos son frescos y nublados, mientras que los inviernos son cortos, fríos y ventosos. La temperatura varía entre 7 °C y 18 °C, rara vez bajando de 4 °C o subiendo de 20 °C.
La época más cálida va del 26 de enero al 30 de abril, con temperaturas máximas superiores a 16 °C. Marzo es el mes más cálido, con máximas de 17 °C y mínimas de 11 °C.
La temporada más fría es del 16 de junio al 7 de septiembre, con máximas por debajo de 12 °C. Julio es el mes más frío, con temperaturas entre 7 °C y 11 °C. 

## Política

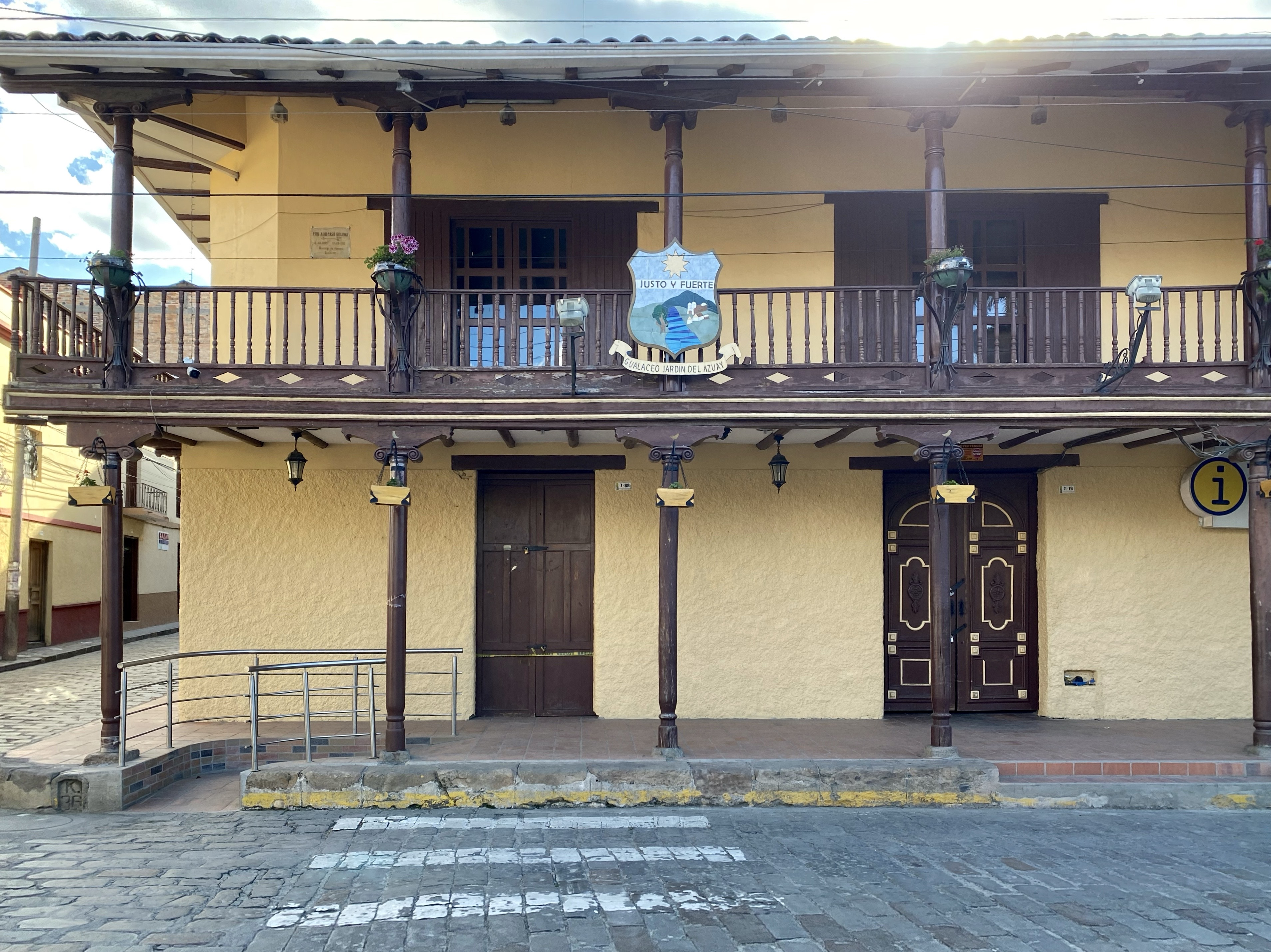
Gobierno Autónomo Descentralizado Municipal de Gualaceo

Gualaceo, como cabecera cantonal, es la sede los organismo político-administrativos del cantón: Jefatura política, Comisaría, Dirección distrital de Salud y Educación Gualaceo-Chordeleg,  Registro de la propiedad, Unidad Judicial con competencia en los cantones de Gualaceo y Chordeleg y del Gobierno Autónomo Descentralizado (GAD) Municipal de Gualaceo. La cabecera cantonal (ciudad) está conformada por una única parroquia urbana homónima, que se encuentra bajo administración directa de la Alcaldía y el Consejo municipal, a diferencia de las parroquias rurales que son administradas por su respectivo GAD Parroquial rural.
La ciudad posee un área urbana y rural. El 30 de junio de 2011, el I. Consejo Municipal de Gualaceo mediante ordenanza resolvió la delimitación de veinticinco barrios dentro del espacio urbano de la única parroquia urbana que posee la cabecera cantonal, de la siguiente manera:
| Barrios urbanos de Gualaceo | Barrios urbanos de Gualaceo | Barrios urbanos de Gualaceo | Barrios urbanos de Gualaceo | Barrios urbanos de Gualaceo |
| --------------------------- | --------------------------- | --------------------------- | --------------------------- | --------------------------- |
| 1. Centro Histórico         | 6. Llano norte              | 11. El estadio              | 16. Llampasay               | 21. Belén                   |
| 2. Simón Bolívar            | 7. Ayaloma                  | 12. El arenal               | 17. Guazhalán               | 22. Nieves                  |
| 3. Benigno Vázquez          | 8. Llano alto               | 13. El Triunfo              | 18. Patúl Bajo              | 23. Chiquintur              |
| 4. Cuenca                   | 9. Picay                    | 14. El Progreso             | 19. San Francisco           | 24. Parculoma               |
| 5. Parque del niño          | 10. El chorro               | 15. Patúl                   | 20. Efraín Vázquez          | 25. Chicagüiña              |

Parroquias
Mariano Moreno.                            

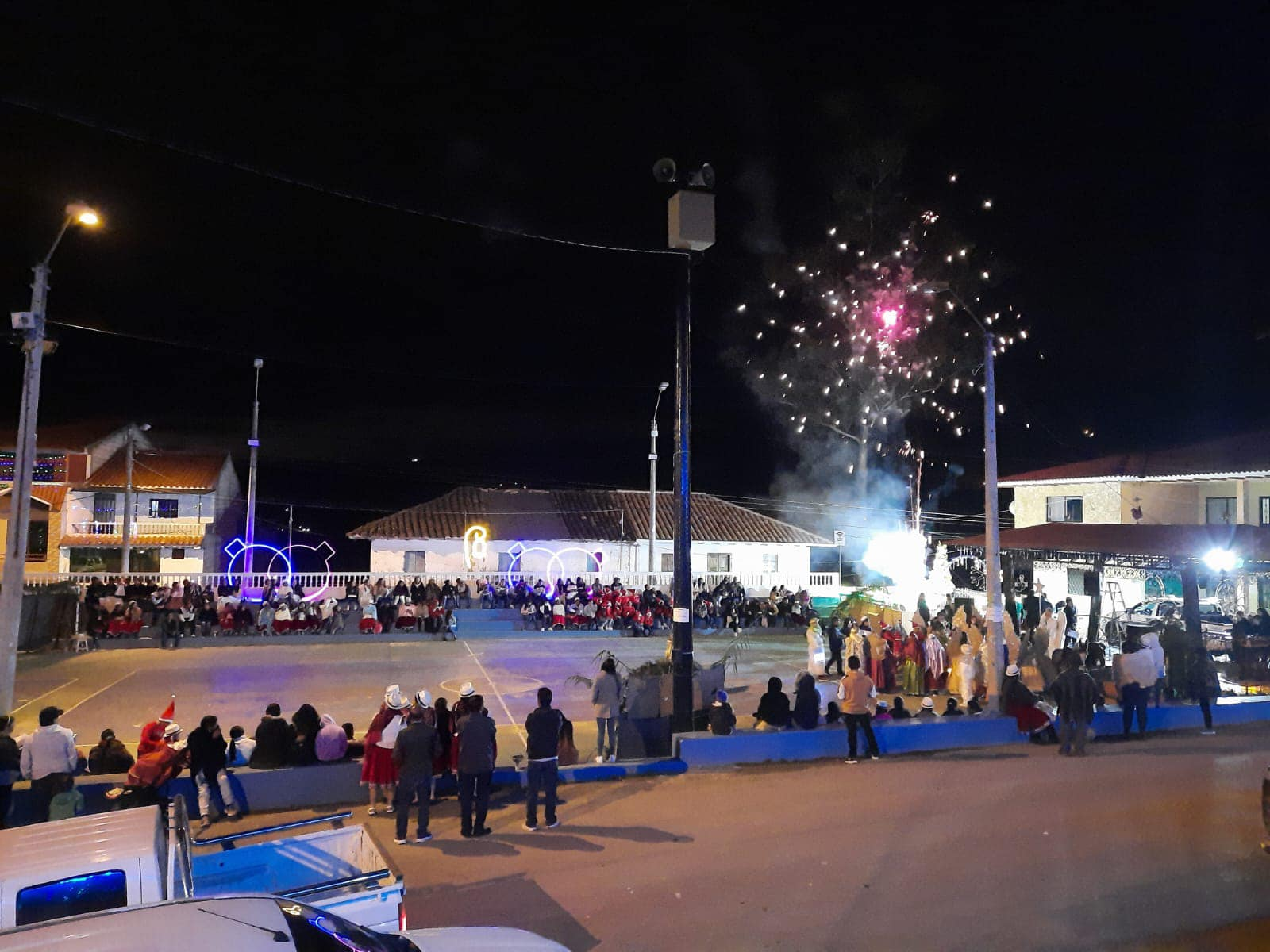
Mariano Moreno

La parroquia de Mariano Moreno, en la provincia de Azuay, se destaca por su fuerte identidad cultural y sus tradiciones conservadas. Es conocida por sus bellos paisajes naturales y por ser un centro de actividades agrícolas. Además, tiene una rica herencia en fiestas patronales y otras celebraciones locales. Para conocer más sobre la historia, las costumbres y los recursos naturales de esta parroquia, puedes visitar su página oficial aquí.

Daniel Córdova Toral

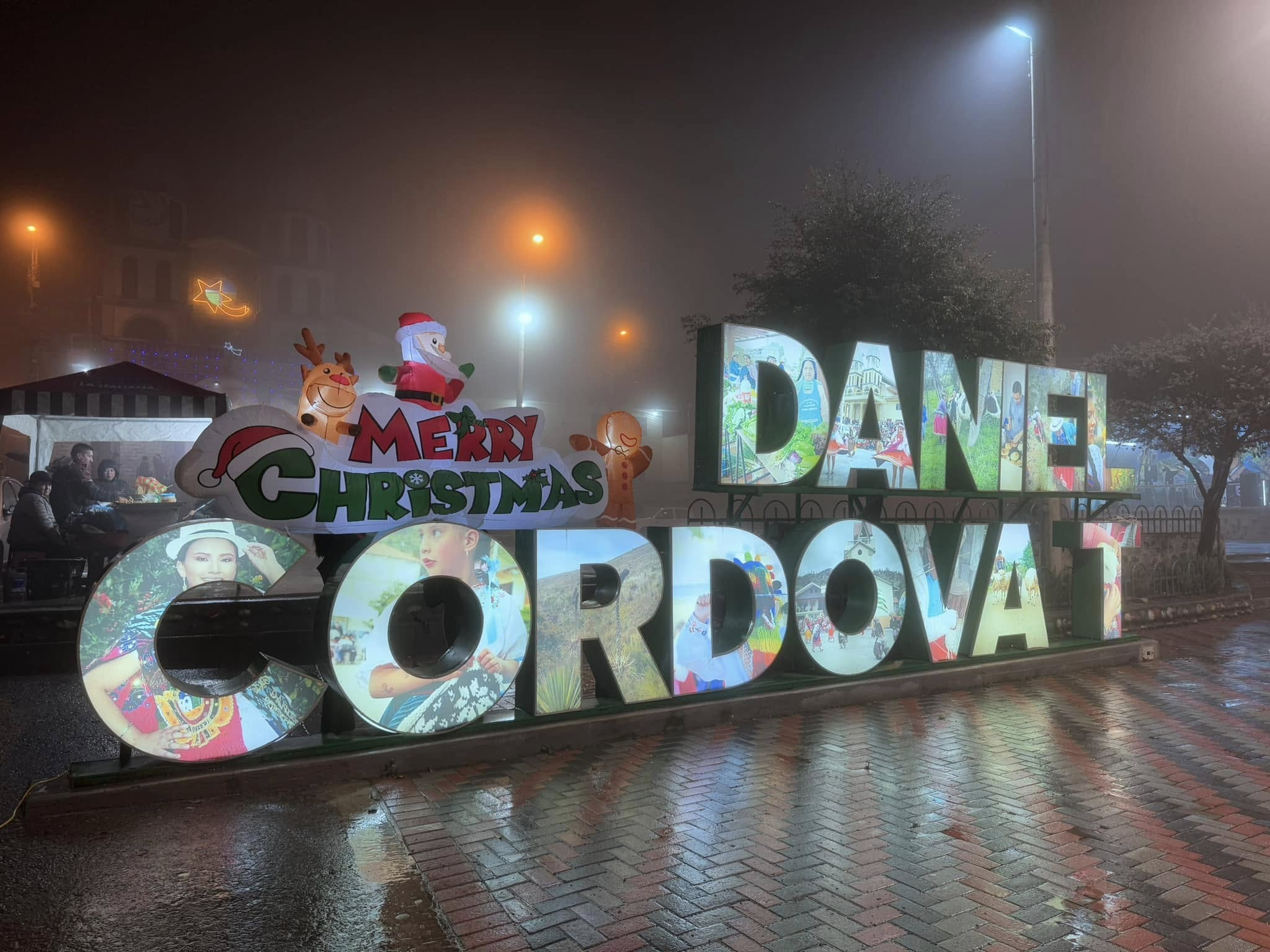
Daniel Córdova

La parroquia de Daniel Córdova Toral se destaca por su diversidad natural, siendo rica en áreas verdes y  hermosos paisajes montañosos. Sus comunidades celebran varias festividades culturales y religiosas, que promueven la identidad local. Además, la parroquia impulsa varios proyectos de desarrollo social, con énfasis en la mejora de servicios y bienestar de sus habitantes. Para detalles completos sobre su historia, cultura y actividades, consulta su página oficial aquí.
Luis Cordero Vega.

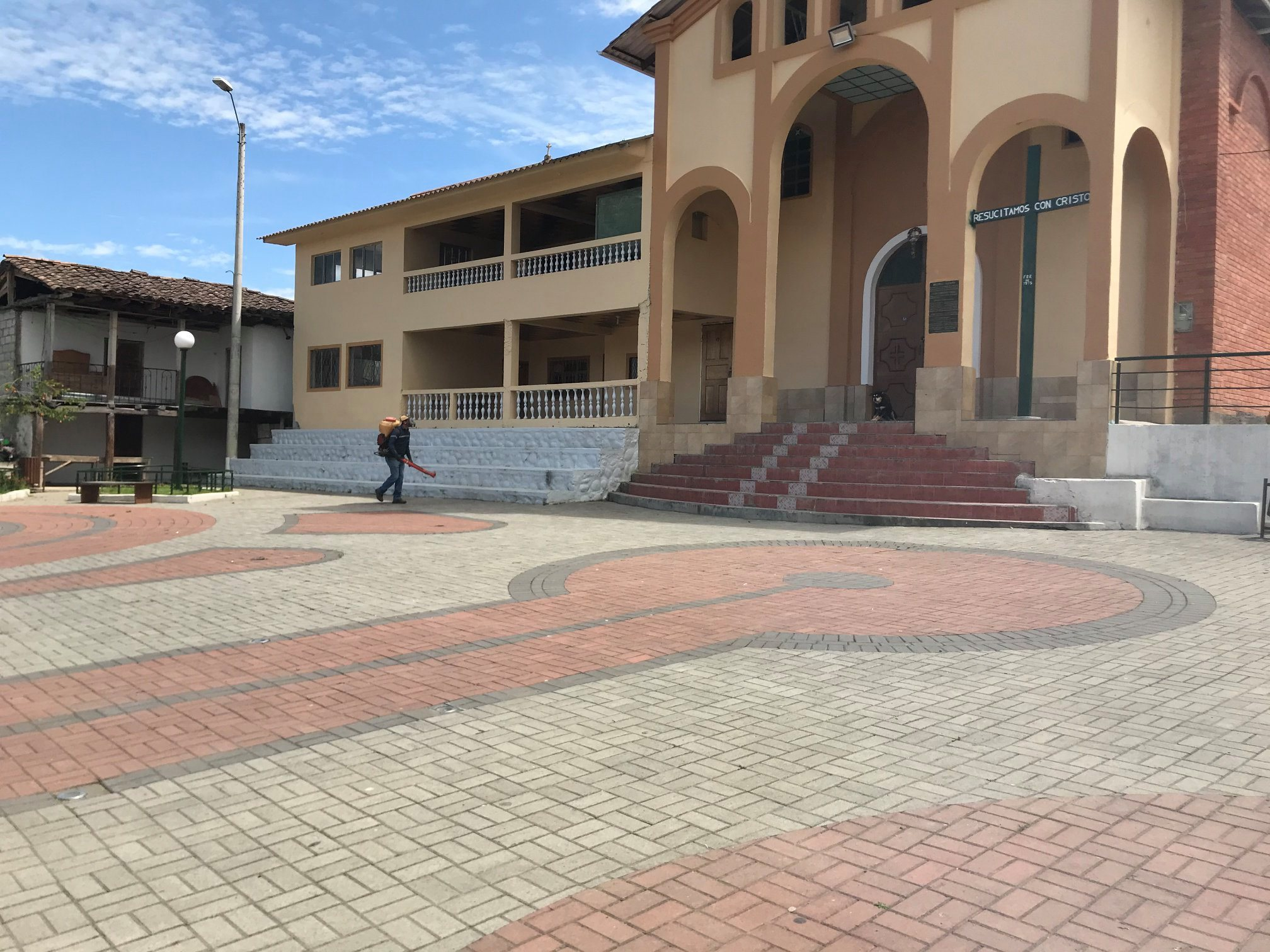
Luis Cordero Vega

La parroquia de Luis Cordero Vega es conocida por su entorno natural, que incluye montañas y áreas verdes, lo que la convierte en un destino ideal para el ecoturismo. Además, la parroquia se enfoca en el bienestar de sus habitantes a través de proyectos de infraestructura y desarrollo social. Destacan sus festividades y la cultura local, que reflejan el espíritu de la comunidad. Para más detalles, puedes consultar su página oficial aquí. 
Remigio Crespo Toral
La parroquia de Remigio Crespo Toral se distingue por su paisaje montañoso, diversidad cultural y un fuerte enfoque en el desarrollo comunitario. Destacan sus actividades agrícolas y su impulso hacia el turismo rural, promoviendo el ecoturismo. Además, realiza festividades tradicionales y culturales que reflejan su identidad local. Para más detalles sobre sus servicios y proyectos, puedes acceder a su página oficial aquí.

Simón Bolívar.

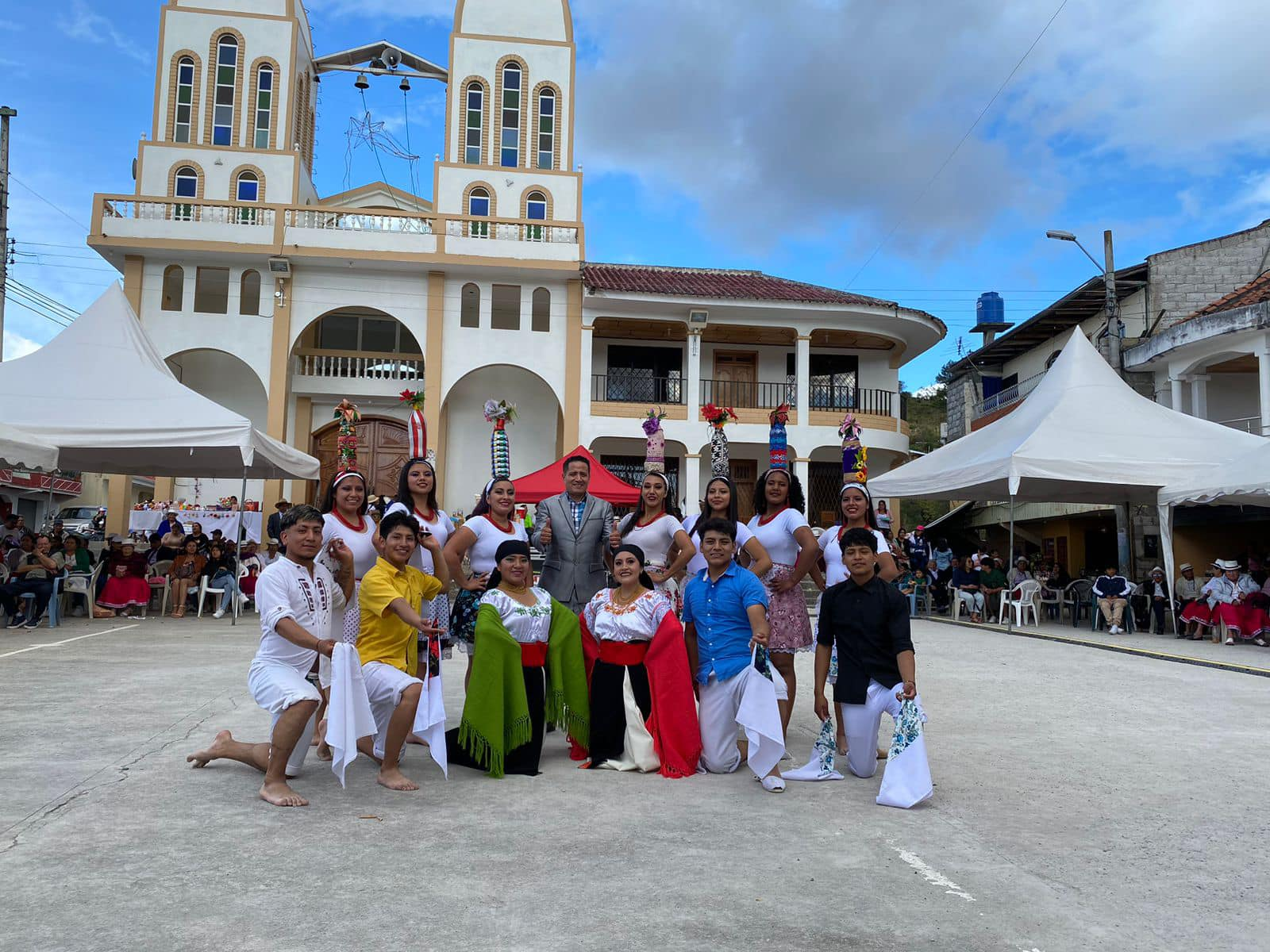
Simón Bolívar

La parroquia de Simón Bolívar se caracteriza por sus bellos paisajes naturales y su rica actividad agrícola. Fomenta el desarrollo social con proyectos orientados al bienestar de sus habitantes. Además, es un lugar donde la comunidad se mantiene activa mediante la organización de diversas festividades y eventos. Sus paisajes montañosos y áreas verdes también la convierten en un destino atractivo para el ecoturismo. Para más información, visita su página oficial aquí.

San Juan Del Cid

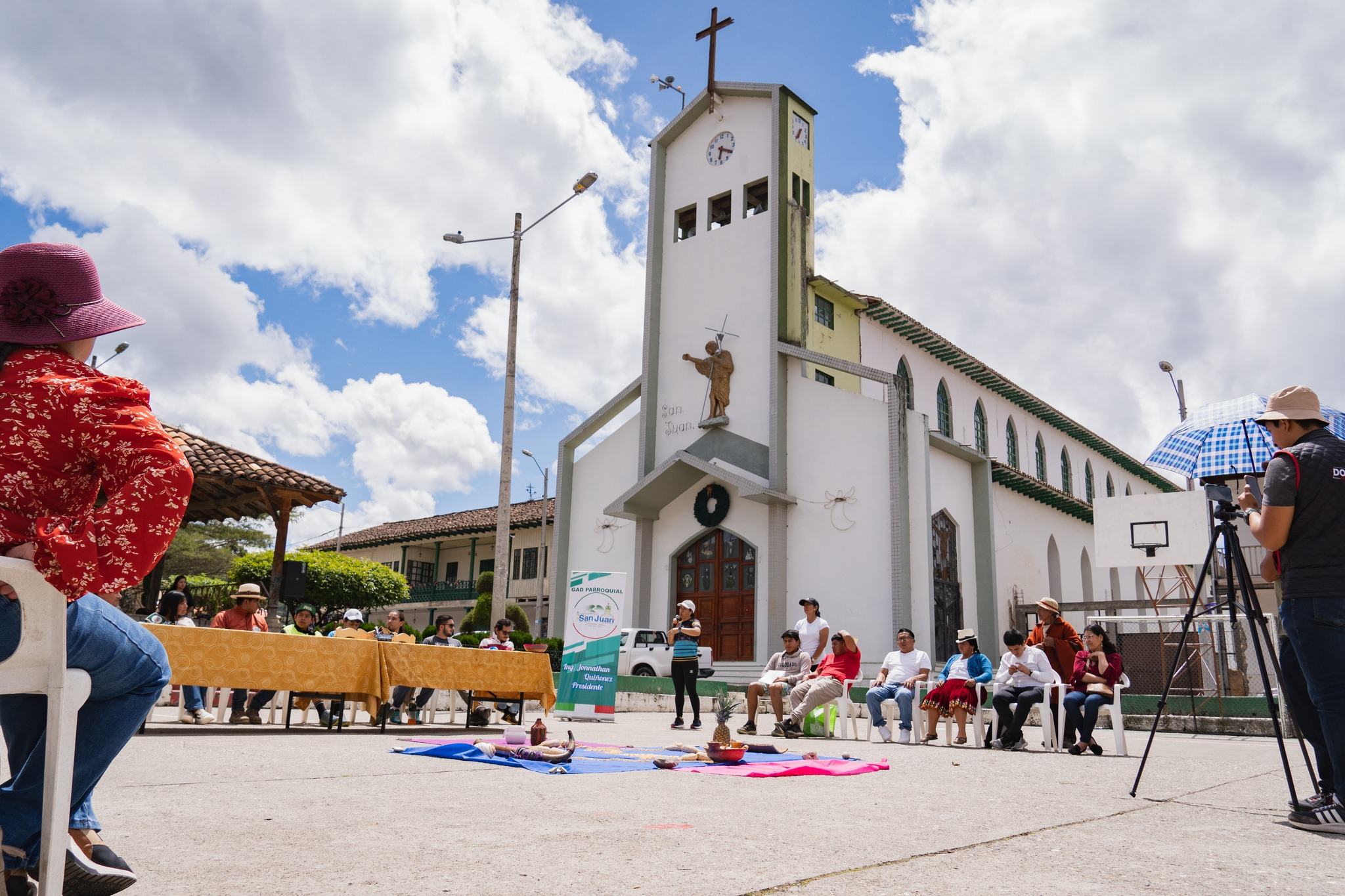
San Juan del Cid

La parroquia de San Juan se caracteriza por su diversidad natural, rodeada de hermosos paisajes montañosos. Su clima templado y la cercanía con la ciudad de Cuenca la hacen un lugar atractivo tanto para los residentes como para los visitantes. Además, es conocida por su actividad agrícola, especialmente en la producción de frutas y hortalizas. La comunidad organiza diversas festividades y eventos culturales que reflejan su identidad. Para más detalles, consulta su página oficial aquí.

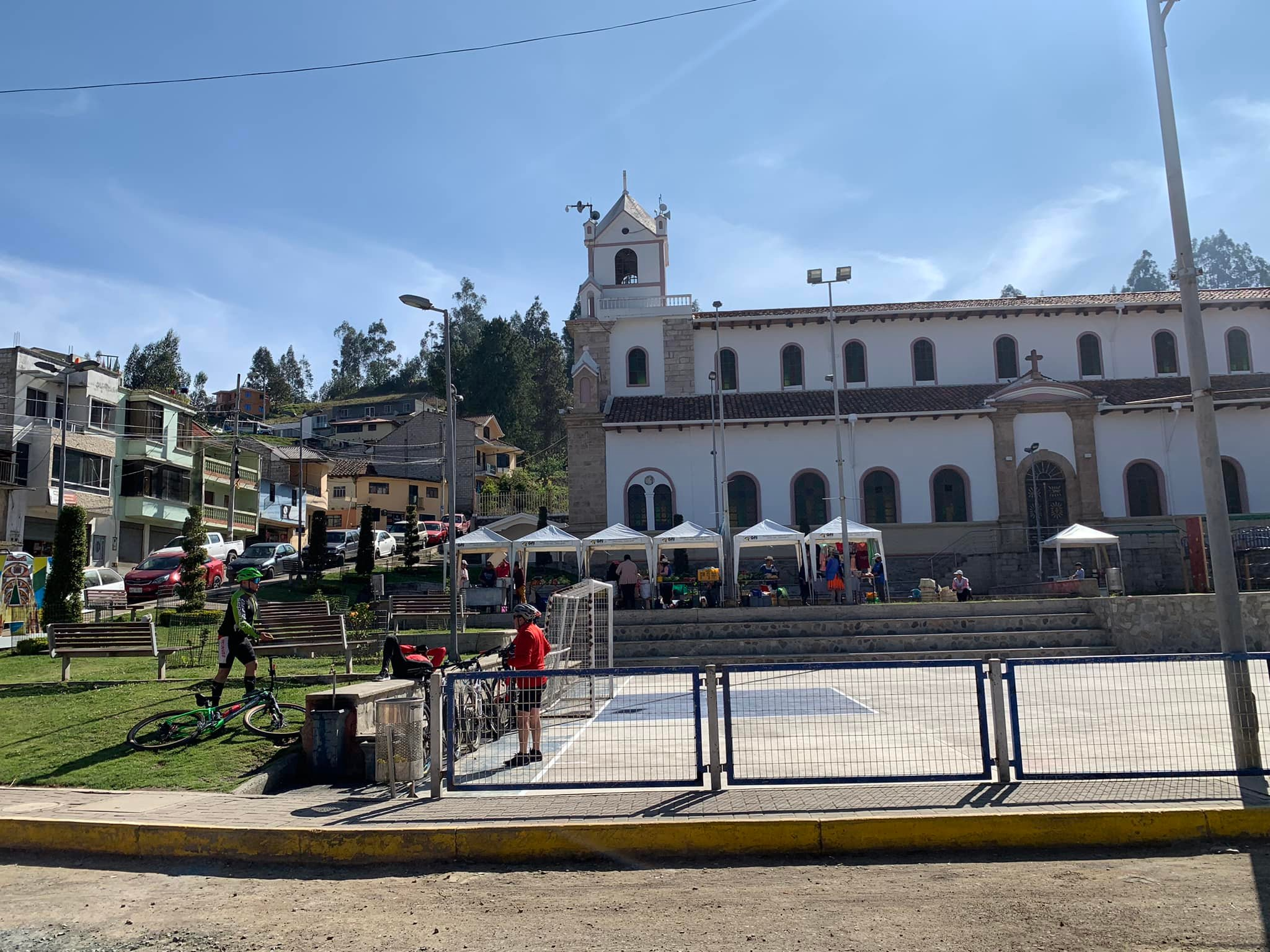
Jadán
La parroquia de Jadán en Azuay se destaca por sus hermosos paisajes naturales, ideales para actividades turísticas. Tiene una fuerte identidad cultural, reflejada en sus festividades y eventos locales. Además, su gestión se enfoca en la mejora continua de infraestructura y servicios, promoviendo la calidad de vida de sus habitantes. La agricultura también juega un papel importante en su economía. Para más detalles, visita su página oficial aquí.
Zhidmad     
La parroquia de Zhidmad es una zona rural con una rica tradición y belleza natural. Se caracteriza por su clima templado y paisajes montañosos. Su actividad agrícola es central, destacando la producción de cultivos diversos. Además, se enfoca en el desarrollo local, promoviendo proyectos de infraestructura y bienestar para sus habitantes. La comunidad participa activamente en celebraciones y actividades culturales que mantienen vivas sus tradiciones. Para más detalles, visita su página oficial aquí.

### Alcaldía
El puesto de Alcalde fue creado en la Constitución Política del Ecuador de 1945, para las ciudades que tuvieran un presupuesto mayor a tres millones de sucres. En el caso, de poblados más pequeño el burgomaestre recibía la denominación de Presidente del Consejo, un cargo Ad honorem. A partir de 1996, todas las cabeceras cantonales están presididas por un alcalde, quien ejerce la función ejecutiva y también, preside el legislativo cantonal. 

Artículo 103.- En los municipios cuyas rentas excedan del límite que fije la ley podrá haber, para dirigir la gestión municipal, un Alcalde elegido por votación popular, quien presidirá el Concejo.
Constitución de 1945

### Consejo municipal
El concejo municipal es el órgano legislativo cantonal, está presidido por el alcalde con voto dirimente. El concejo expiden sus decisiones parlamentarias mediante ordenanzas cantonales, acuerdos y resoluciones. De acuerdo con lo establecido en la ley, la cantidad de miembros del concejo representa proporcionalmente a la población del cantón. En Gualaceo, la población de cabecera cantonal es representada por tres concejales y dos concejales para las siete parroquias rurales.

## Transporte
La ciudad es atravesada transversalmente de norte a sur por la vía estatal E594 Gualaceo-Gualaquiza, dentro del área urbana esta toma el nombre de Av. Jaime Roldós, al sur de la ciudad hacia el oriente, la vía se divide en dos, un ramal continua como E594 hacia el cantón Chordeleg y el otro es el inicio de la vía estatal Gualaceo-Limón Indanza, ambas vías conectan la provincia de Azuay con Morona Santiago.
El transporte público es el principal medio transporte de los habitantes de la ciudad, tiene un servicio de bus público interparroquial e intercantonal para el transporte a localidades cercanas. Gran parte de las calles de la ciudad están asfaltadas o adoquinadas, aunque algunas están desgastadas y el resto de calles son lastradas, principalmente en los barrios nuevos que se expanden en la periferia de la urbe. Los buses urbanos conectan la ciudad desde el sector puente Europa (extremo norte) hasta el sector de Nallig (extremo sur).

#### Avenidas y calles importantes
- 9 de Octubre
- 3 de Noviembre
- Los Cañaverales

## Cultura
Gualaceo fue declarado patrimonio cultural del Ecuador en el año 2002, por el Ministerio de Educación y Cultura para proteger los bienes históricos de los primeros años de la época republicana. La declaratoria definió el perímetro del centro histórico y dos áreas especiales, una de ellas corresponde al conjunto del antiguo Hospital de Caridad y el acueducto ubicado en el sector de Chacapamba, en el barrio "Belén". 

### Reconocimientos

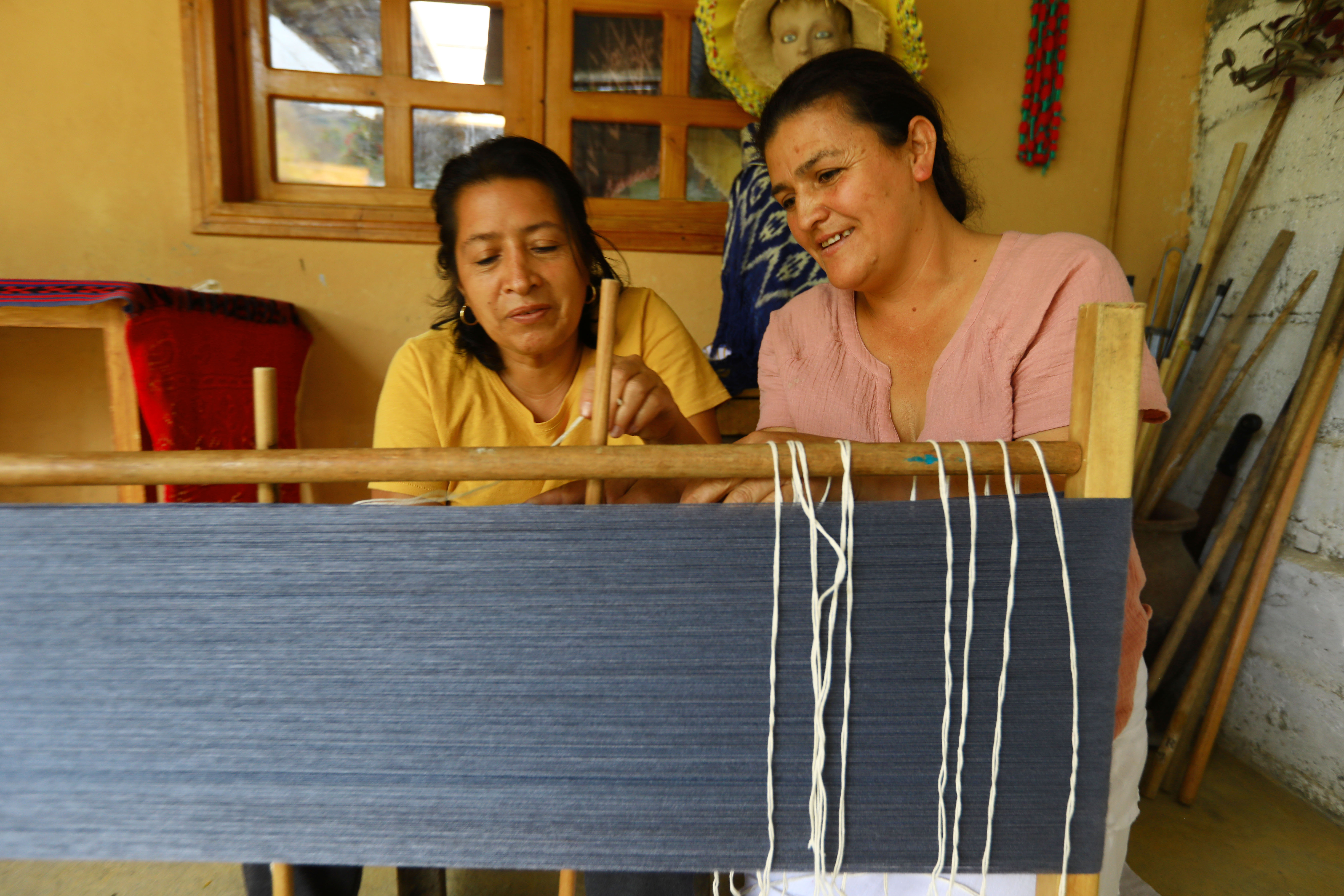
Realización de una Makana

Asimismo, Gualaceo recibió el título de "Ciudad Artesanal del Mundo", por las actividades artesanales que se desarrollan en el cantón. El reconocimiento fue obtenido en el marco de un concurso internacional, para el cual el GAD Municipal, con el apoyo del CIDAP, elaboró un expediente que resaltaba la importancia de la actividad artesanal local, destacando oficios como la zapatería, el tejido con paja toquilla, la elaboración de macanas mediante la técnica ikat, así como el bordado, la joyería, la alfarería entre otros. 
Una vez enviado el expediente, el jurado evaluador internacional del Consejo Mundial de Artesanías visitó Gualaceo del 23 de junio al 2 de julio de 2021. Posteriormente, se elaboró un informe final con veredicto favorable.

### Actividades culturales
Una de las fiestas culturales-religiosas más representativas de Gualaceo es la Fiesta del Patrón Santiago. Esta celebración gira en torno a una pequeña imagen religiosa que permanece en la Iglesia Central. Aunque el evento principal se lleva a cabo el 25 de julio, durante todo el mes se desarrollan actividades de carácter cultural y religioso. 

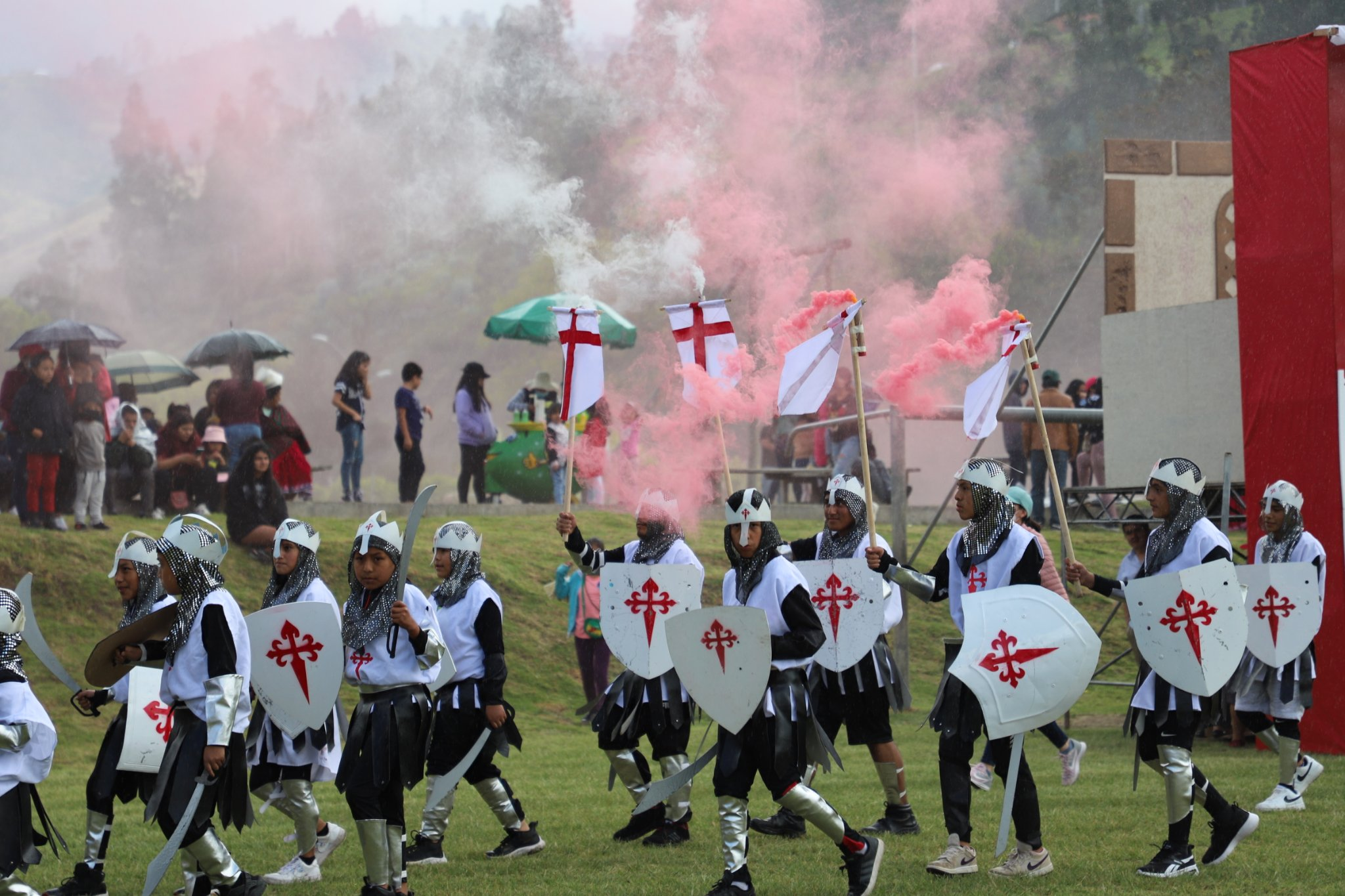
Dramatización Moros y Cristianos

Las festividades comienzan el 1 de julio con la peregrinación de la imagen por distintas parroquias de cantón. Considerado el Santo de los campesinos, los agricultores le rinden homenaje y agradecen por sus cosechas. El domingo de una semana antes por la tarde, un vistoso desfile de danzas y contradanzas escolta la imagen  que se  dirige  al Estadio de Belén. En este espacio tiene lugar la tradicional Batalla entre Moros y Cristianos, en honor al apóstol Santiago que durante su representación, soldados y danzantes vestidos con trajes medievales recrean la legendaria lucha, evocando el relato bíblico. Finalmente, el 25 de julio, la imagen es sale a la eucarística campal en la plaza cívica, misma que es celebrada por algunos sacerdotes que pasaron por la vicaria de Gualaceo, luego salen a la procesión dando cierre a celebración.

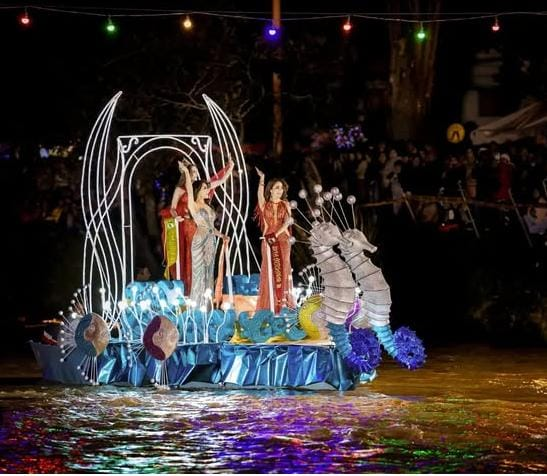
Aniversario de Cantonización de Santiago de Gualaceo

La celebración más importante de Gualaceo es su aniversario de cantonización, cada 25 de junio, en donde habitantes y visitantes disfrutan de una agenda cultural, social y deportiva organizada por el Comité de Fiestas del Municipio en coordinación con diversas entidades y barrios. Una semana antes, el río Santa Bárbara se ilumina con la "Noche de la Fantasía", donde la reina y su corte de honor recorren el rio en un barco decorado, acompañado de fuegos artificiales y de fondo la canción "Gualaceña Flor De Mi Alma". El desfile cívico destaca  la participación estudiantil y de otras empresas, seguido de la Sesión Solemne al mediodía.

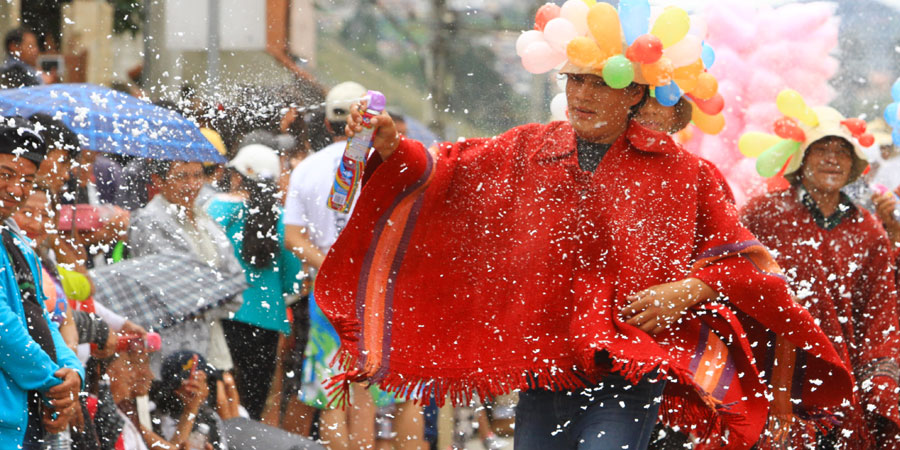
Desfile de Carnaval

Por otro lado tenemos la Fiesta Del Carnaval del Rio Gualaceo, donde la  tradición y la alegría se fusionan a lo largo del río Santa Bárbara. Durante cuatro días, locales y visitantes disfrutan del 'Carnaval del Río Gualaceo', una celebración que incluye desfiles, juegos tradicionales, competencias, festivales gastronómicos y la elección de la Reina del Carnaval. La fiesta inicia con el jueves de compadres, luego la elección de la nueva reina de carnaval seguido el desfile de carnaval con comparsas y coreografías autóctonas y contemporáneas, atrayendo a propios y extraños que llenan las riberas del Santa Bárbara con música y color.

Entre las festividades religiosas más importantes de Gualaceo se destaca el Pase del Niño, un evento en el que los niños, jóvenes y adultos representan personajes bíblicos vinculados a la celebración de la Navidad.

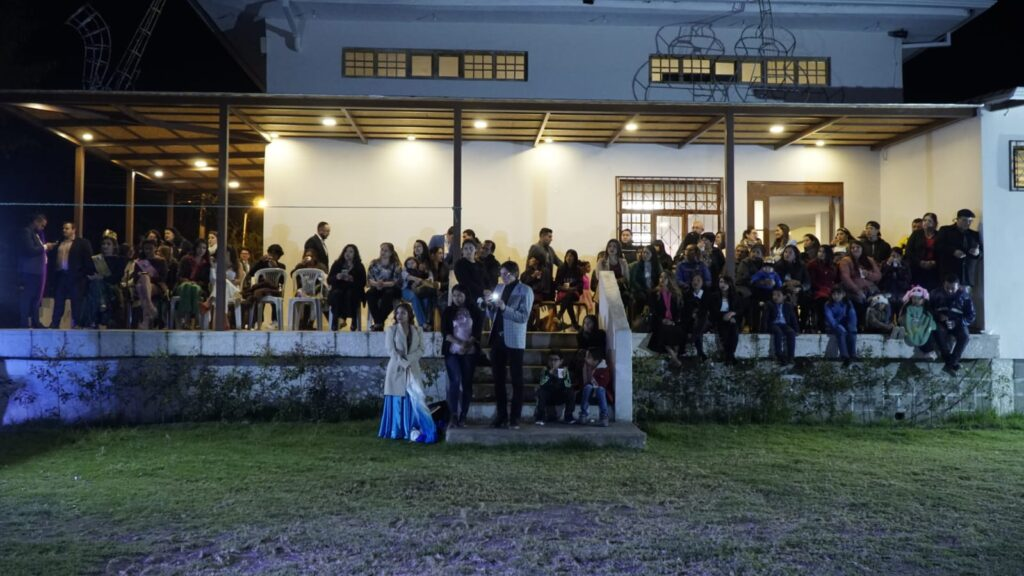
Casa de la Cultura Gualaceo

Se trata de una extensión de la Casa de la Cultura Ecuatoriana Núcleo del Azuay en el cantón de Gualaceo, concebida como un espacio destinado a la promoción y desarrollo de las artes. A través de los talleres Gualarte, se impulsa la expresión artística en niños y jóvenes, brindando formación en disciplinas como pintura y dibujo, escultura, danza tradicional, así como danza contemporánea y moderna.
Dispone de un mercado artesanal donde los artesanos pueden exhibir y vender sus productos. 

## Turismo

### Atracciones Turísticas

#### Culturales

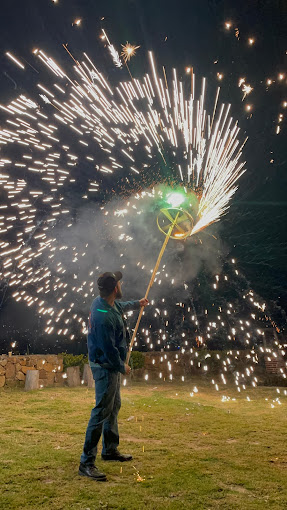
Museo Interactivo de Pirotecnia Artesanal

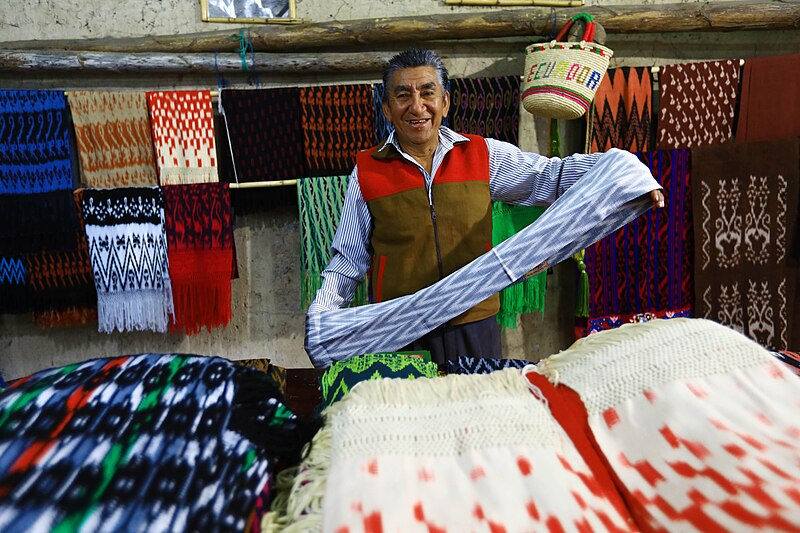
Museo Casa de la Makana

- Museo Interactivo de Pirotecnia Artesanal MIPA:  El Museo representa un sueño que cobra vida con la historia de cuatro generaciones. A dos kilómetros del centro cantonal de Gualaceo, vía al oriente subiendo por LAS NIEVES hasta el sector de las Tres Cruces, es un espacio de aprendizaje interactivo donde los visitantes pueden descubrir la profundidad de la pirotecnia artesanal. El Sueño de Rómulo, un artesano de Gualaceo, se hace realidad dentro de las salas que guardan este patrimonio intangible, compartiéndolo de esta manera con los ecuatorianos y el resto del mundo dentro de 6 salas que muestran historia, proceso, artesanías, entre otros. Museo Casa de la Makana
- Museo Casa de la Makana: En San Pedro de los Olivos, sector Bullcay, se encuentra un taller donde José Jiménez, un experto artesano, muestra a los visitantes cómo se elaboran las makanas, ponchos y chales. Sus tejidos coloridos tienen diseños de aves, paisajes y hasta el Escudo del Ecuador. Además, en el lugar se pueden ver los telares, máquinas y el proceso de tinturado natural, reflejando la tradición artesanal de Gualaceo.

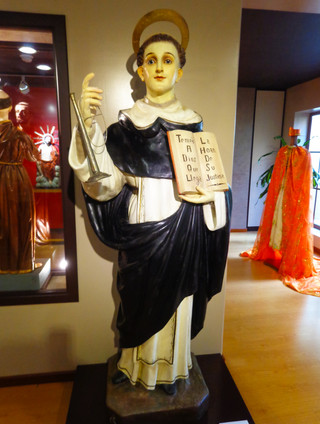
Museo de la Vicaría

- Museo de la Vicaria: El Museo de la Vicaría de Gualaceo es un espacio que muestra la historia y cultura religiosa del lugar. Antes era la vivienda de los sacerdotes y, tras un proceso de restauración, se convirtió en un museo. Cuenta con varias áreas donde se exhiben objetos religiosos, textiles, muebles, pinturas, instrumentos musicales y artesanías. Además, tiene un patio interior, una capilla y un salón para diferentes actividades.
- Centro Histórico: Gualaceo, conocido como el Jardín del Azuay, fue declarado Patrimonio Cultural del Ecuador en 2002. Su centro histórico conserva calles adoquinadas, talleres artesanales y casonas de adobe con balcones y corredores amplios. La iglesia principal destaca por sus puertas talladas, y entre sus edificaciones históricas se encuentra la casona donde se hospedó Simón Bolívar. En total, la ciudad cuenta con 208 construcciones patrimoniales dentro de 56 manzanas.
- Plaza Cívica Gualaceo: La Plaza Cívica Gualaceo, antes conocida como Plaza Guayaquil, fue inaugurada durante la celebración de los 194 años de cantonización. Su remodelación busca fortalecer el turismo y el comercio artesanal. El espacio cuenta con dos plataformas, una zona de piletas con sistema domótico, cafeterías, locales artesanales, área para betuneros, espacios verdes, wifi y un juego de luces en el piso y las gradas. Mercado 25 de Junio

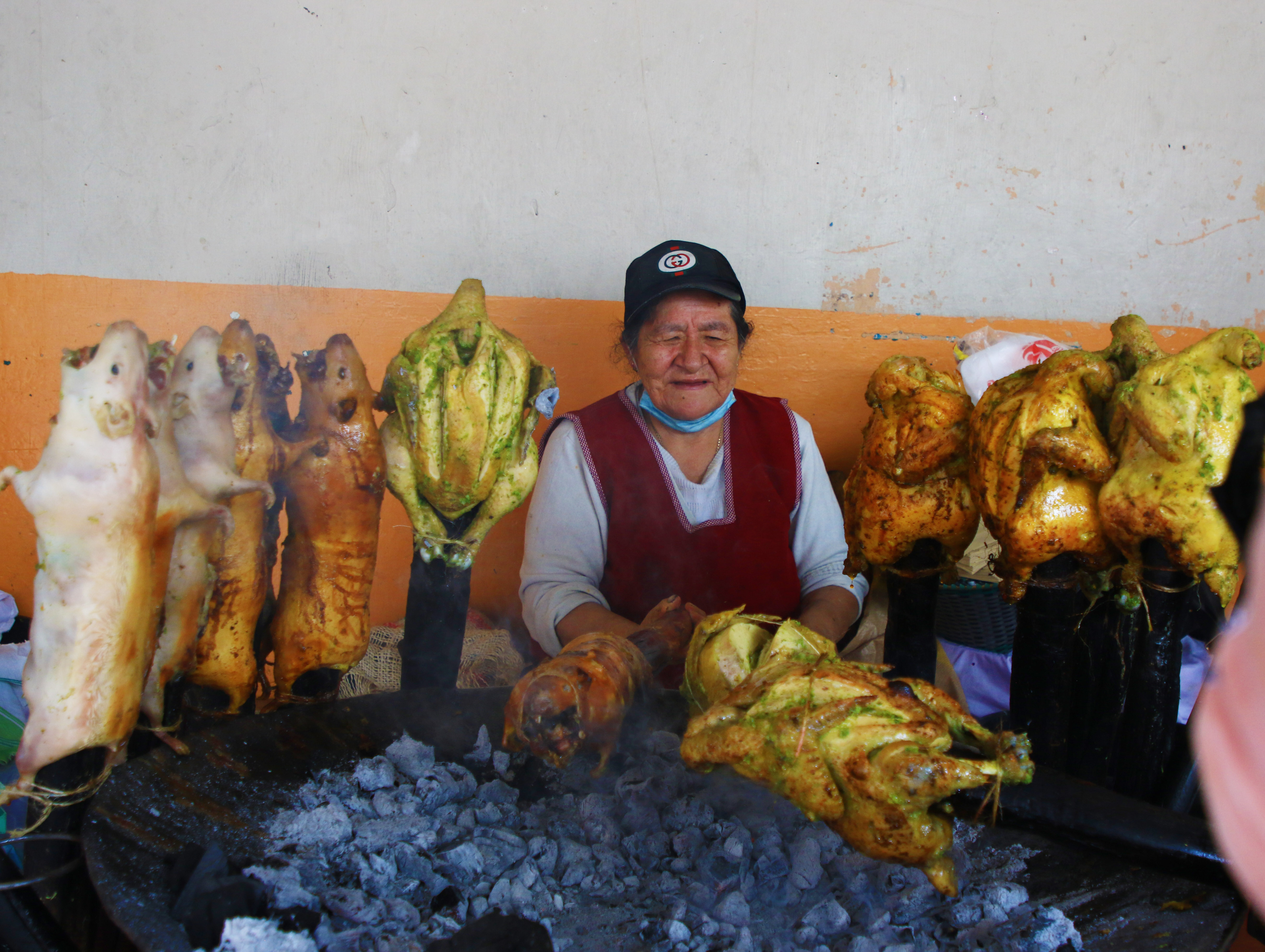
Mercado 25 de Junio

- Mercado 25 de Junio: El mercado 25 de Junio de Gualaceo es un punto clave de la gastronomía local, donde se ofrecen platos tradicionales de la provincia del Azuay. Su especialidad es el hornado, acompañado de mote y llapingachos, tortillas de maíz y granos cocidos como alverja y poroto. También se pueden encontrar bebidas refrescantes. Es un lugar muy visitado, especialmente los fines de semana, por turistas y locales que buscan disfrutar de la comida típica de la región.

#### Naturales

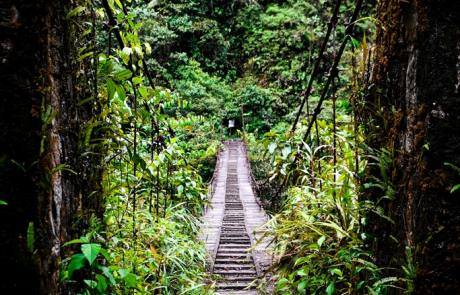
Bosque Protector Collay

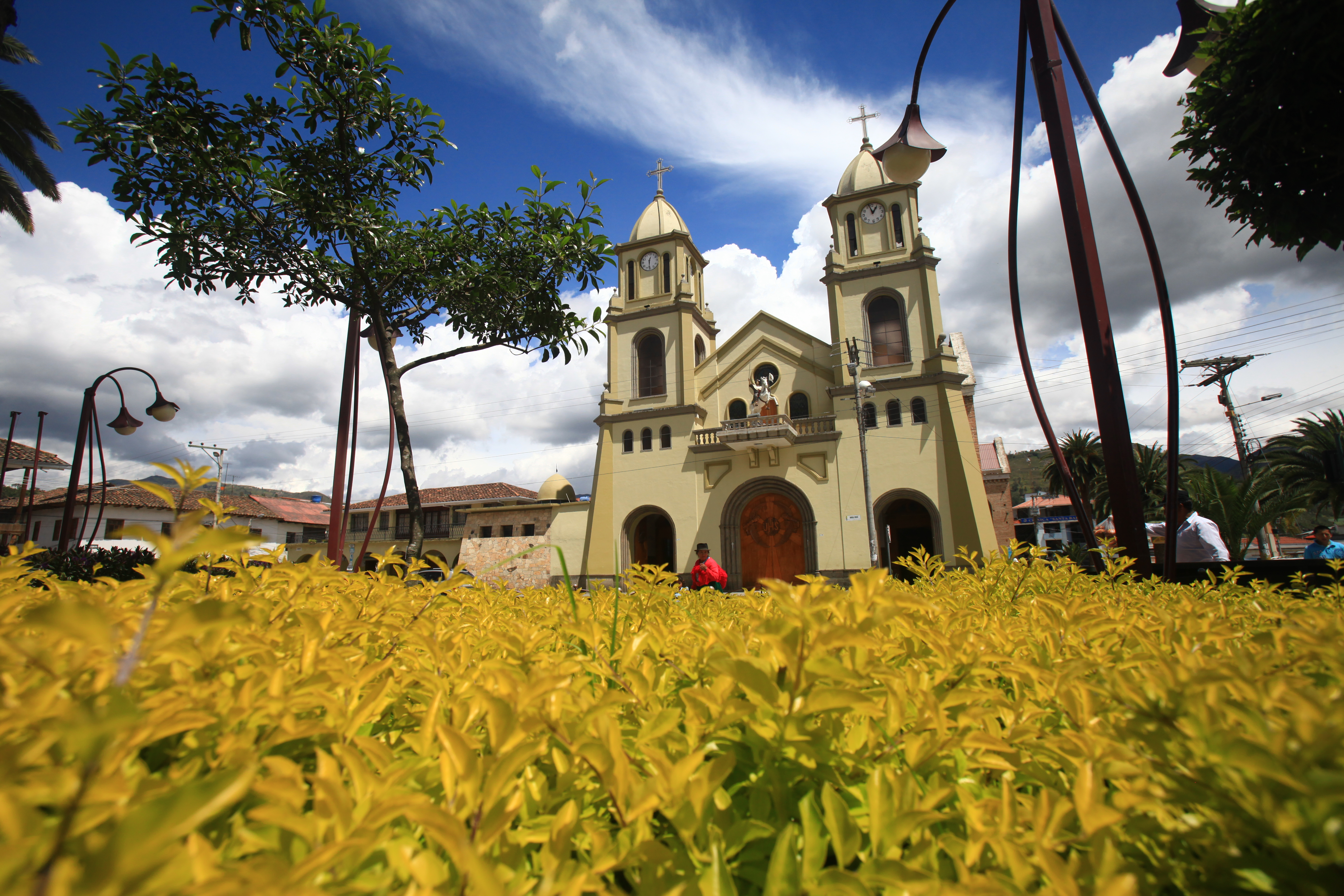
Iglesia Central vista desde el parque 10 de Agosto

- Bosque Protector Aguarongo: El Bosque es una reserva ecológica de 2.082 hectáreas, ubicada a 3.200 metros sobre el nivel del mar, a 20 km de Guangarcucho por la vía a Jadán. Es una importante fuente de agua y hogar de especies como venados, tigrillos, osos de anteojos y diversas plantas nativas como la valeriana, chuquiragua y laurel. Cuenta con tres senderos con recorridos de una a tres horas.

- Bosque Protector Collay: El Bosque del Collay es una zona de vegetación protectora que abarca 29.000 hectáreas en las provincias de Azuay y Morona Santiago, dentro del área de influencia del río Paute. Es un ecosistema de gran biodiversidad, con una densa cobertura vegetal que regula el agua y alberga diversas especies de flora y fauna. Su conservación es clave para la protección de los recursos naturales y la proveedor de servicios ambientales. Orquideario Ecuagenera

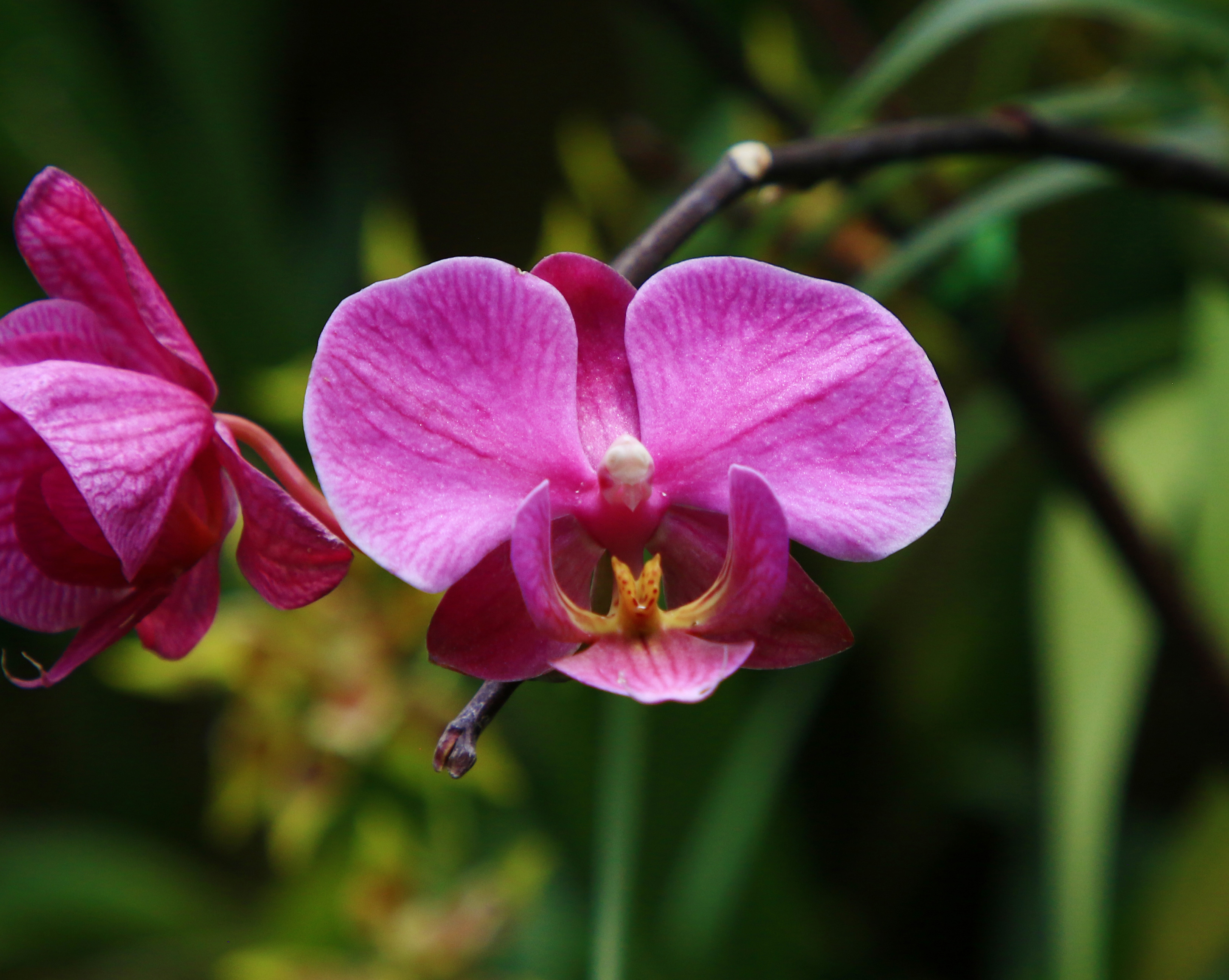
Orquideario Ecuagenera

- Ecuagenera: Ecuagenera es un centro especializado en el cultivo y conservación de orquídeas, reconocido a nivel internacional. Fundada en 1992 en Ecuador, alberga una de las mayores colecciones de orquídeas del mundo, con especies nativas y exóticas. Ofrece tours guiados donde los visitantes pueden conocer el proceso de reproducción y cultivo de estas plantas. Gracias a su trabajo, Ecuador es considerado un referente mundial en orquídeas, y la empresa ha recibido múltiples premios por su labor en la preservación de estas especies. Orillas del Rio Santa Barbara

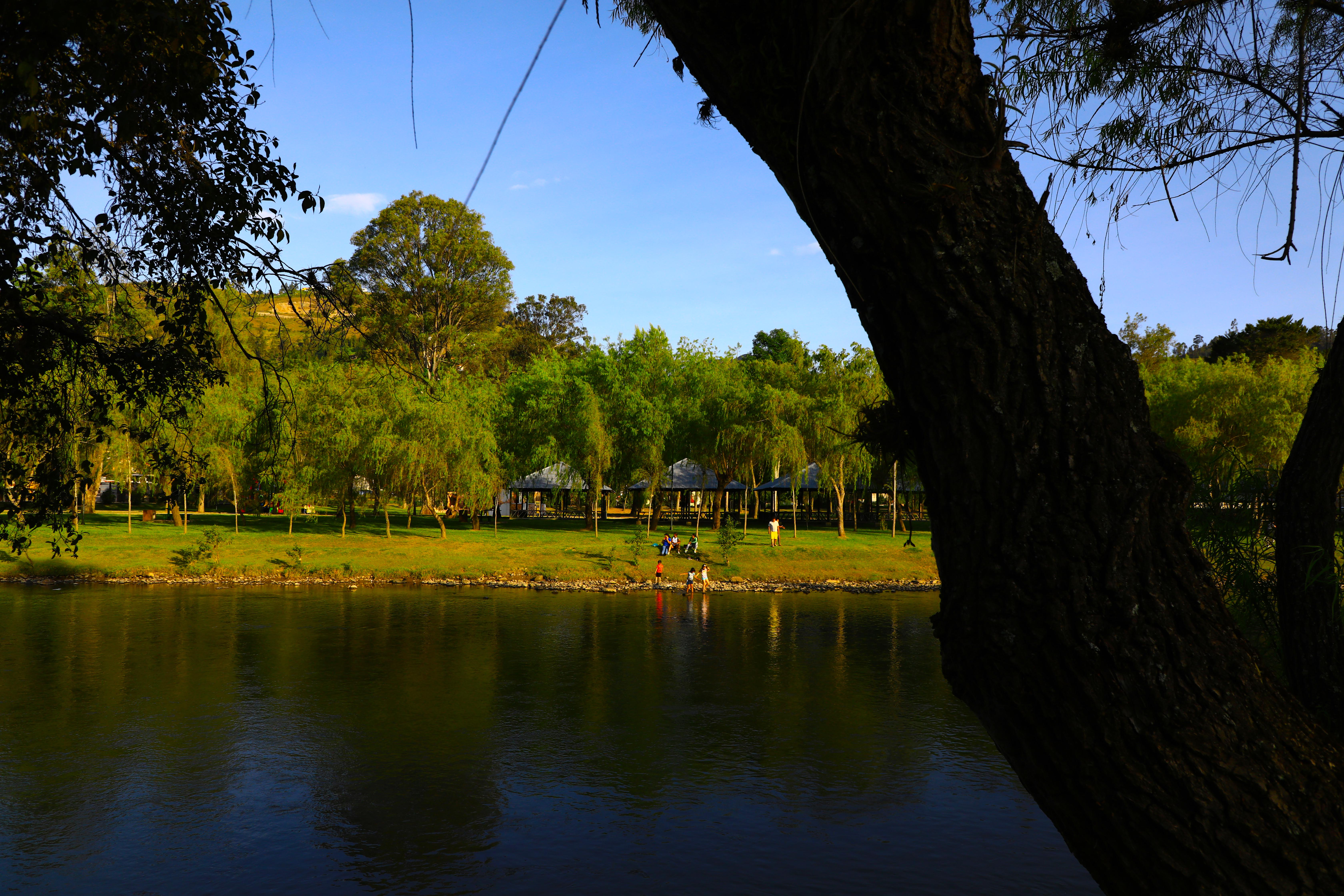
Orillas del Rio Santa Barbara

- Orillas del Río Santa Bárbara: El río Santa Bárbara en Gualaceo es un atractivo natural rodeado de abundante vegetación y senderos de 2,5 km ideales para caminar y relajarse. Su amplio llano permite acampar o descansar, y cuenta con puentes colgantes, cabañas, asaderos públicos y juegos infantiles. Además, se pueden realizar actividades como paseos a caballo y viajes en botes de remo. Durante el verano, el nivel del agua baja, permitiendo a los visitantes saltar entre las piedras del río. Iglesia Central vista desde el parque 10 de Agosto

#### Miradores
- Mirador de Yabrum
- Tres Cruces.
- María Juana.
- Balcón Azuayo.

Actividades que se pueden realizar:

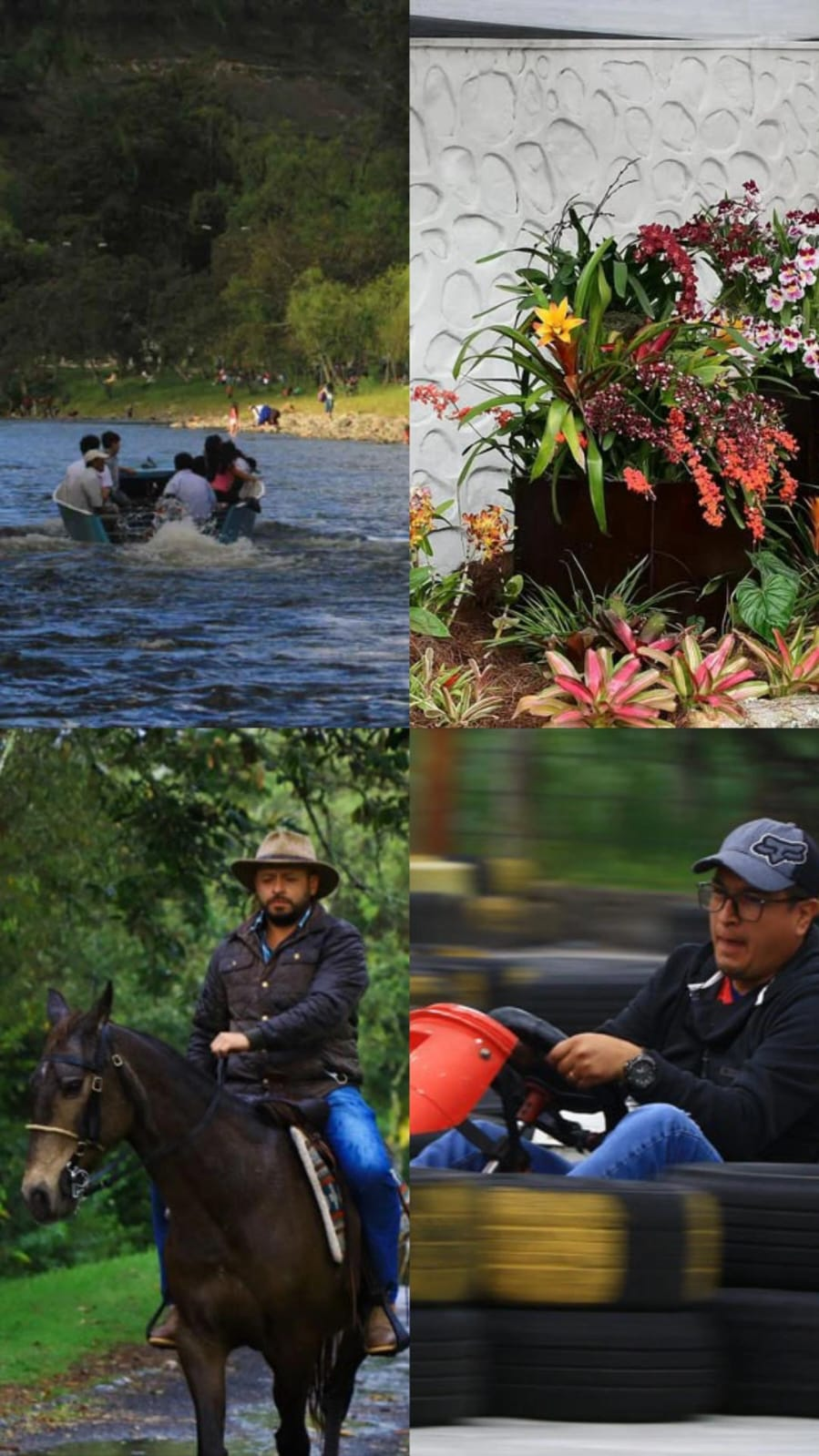
Actividades que se pueden realizar

Gualaceo es un lugar divertido con una variedad actividades. El río Santa Bárbara es un gran atractivo, donde puedes caminar, acampar, pasear en caballo o en canoa. En verano, el agua baja y puedes saltar entre las piedras. También  existe un orquideario (Ecuagenera) que cuenta con más de 4.200 orquídeas, donde puedes observar su conservación y aprender sobre estas flores.
En Adrenalina Kart Racing, puedes manejar karts en una pista emocionante, ubicado en el sector de Certag. También cuenta con una área de juegos para los niños.  

## Educación
En la ciudad se encuentran los principales centros educativos del cantón, la educación pública está bajo la dirección del Distrito de Educación de Gualaceo, una entidad del gobierno nacional. La ciudad está dentro del régimen Sierra, por lo que sus clases inician los primeros días de septiembre y luego de 200 días de clases, terminan en el mes de julio.

## Urbanismo

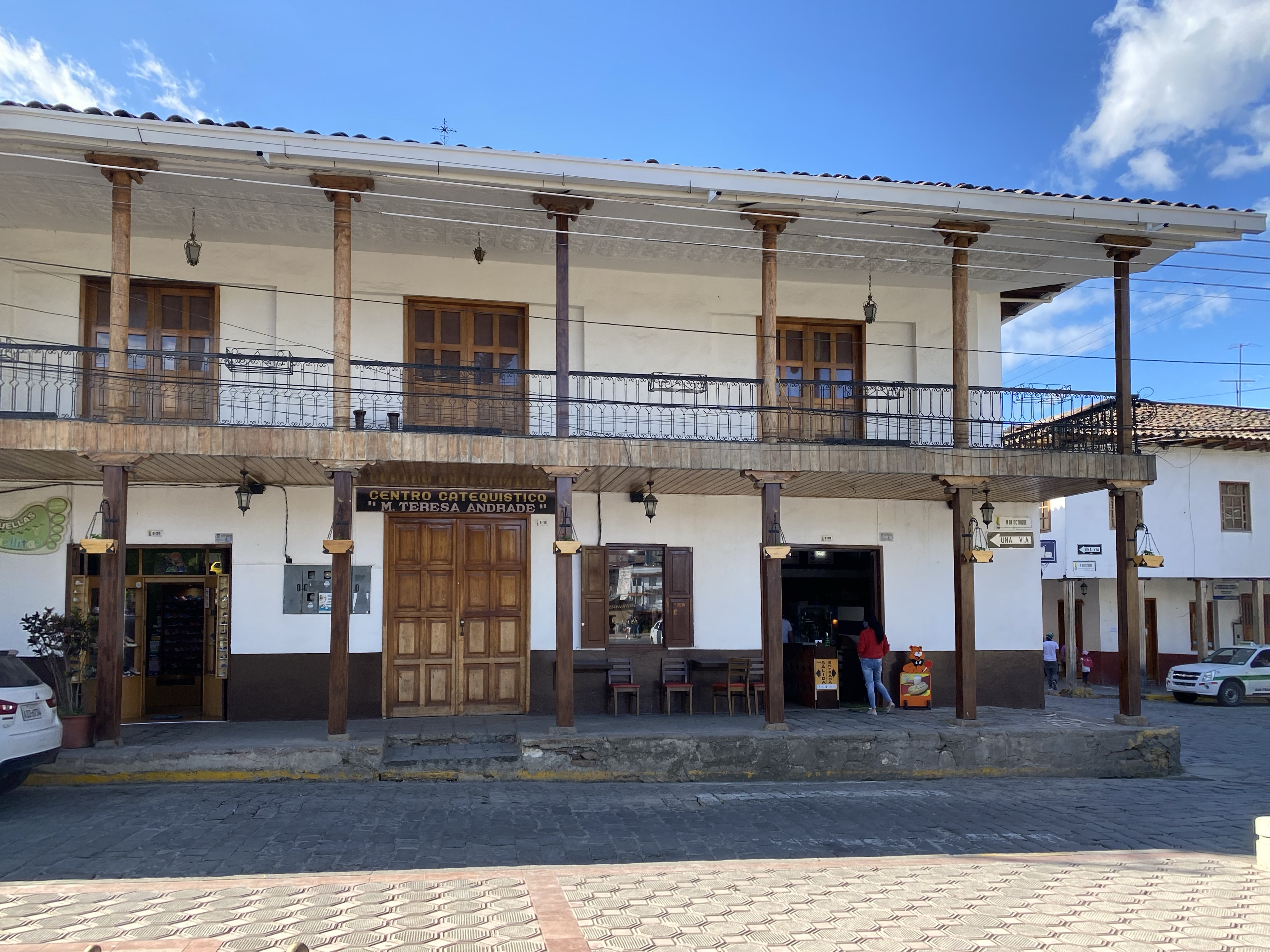
Casa patrimonial del Centro Histórico.

La ciudad en su zona histórica que, se extiende sobre una superficie de 46.4 hectáreas, conserva 208 edificaciones catalogadas como históricas, así como la composición estética de sus calles de adoquines prefabricados revestidos con piedra andesita, herencia de la época virreinal. 

### Parques principales
Los parques que tiene la ciudad son:
- Parque 10 de Agosto (parque central)
- Parque Simón Bolívar
- Parque Manuel Cruz Orellana
- Parque del Niño
- Parque de la Familia

## Salud
El principal centro hospitalario público de Gualaceo es el Hospital Moreno Vázquez, que se encuentra en el centro de la ciudad. Además, se han establecidos centros de salud privados como la Clínica Santa Bárbara y el Hospital Monte Sinaí.

## Medios de comunicación
La ciudad posee una red de comunicación en continuo desarrollo y modernización. En la ciudad se dispone de varios medios de comunicación como prensa escrita, radio, televisión, telefonía, Internet y mensajería postal internacional. En algunas comunidades rurales existen telefonía e Internet satelitales.
- Telefonía: Si bien la telefonía fija se mantiene aún con un crecimiento periódico, esta ha sido desplazada muy notablemente por la telefonía celular, tanto por la enorme cobertura que ofrece y la fácil accesibilidad. Existen 3 operadoras de telefonía fija, CNT (pública), TVCABLE y Claro (privadas) y cuatro operadoras de telefonía celular, Movistar, Claro y Tuenti (privadas) y CNT (pública).

- Radio: En la localidad existe una gran cantidad de sistemas radiales de transmisión nacional y local, e incluso de provincias y cantones vecinos.

- Medios televisivos: La mayoría de canales son nacionales, aunque se ha incluido canales locales recientemente.

## Deporte
La Liga Deportiva Cantonal de Gualaceo es el organismo promotor del deporte en todo el cantónn. El deporte más popular en la ciudad, al igual que en todo el país, es el fútbol. Gualaceo Sporting Club es el único equipo gualaceño que ha llegado a la Serie A de Ecuador, participando en esta división entre 2022 y 2023.
El principal recinto deportivo es el estadio municipal, sede de distintos eventos deportivos a nivel local, así como es escenario para varios eventos de tipo cultural, especialmente conciertos musicales y tiene capacidad para 2791 espectadores.